# Montécheroux
Montécheroux és un municipi francès situat al departament del Doubs i a la regió de Borgonya - Franc Comtat. L'any 2007 tenia 571 habitants.

## Demografia

### Població
El 2007 la població de fet de Montécheroux era de 571 persones. Hi havia 232 famílies de les quals 64 eren unipersonals (24 homes vivint sols i 40 dones vivint soles), 80 parelles sense fills, 76 parelles amb fills i 12 famílies monoparentals amb fills.
La població ha evolucionat segons el següent gràfic:
Habitants censats

### Habitatges
El 2007 hi havia 294 habitatges, 243 eren l'habitatge principal de la família, 22 eren segones residències i 29 estaven desocupats. 268 eren cases i 25 eren apartaments. Dels 243 habitatges principals, 202 estaven ocupats pels seus propietaris, 33 estaven llogats i ocupats pels llogaters i 8 estaven cedits a títol gratuït; 2 tenien una cambra, 6 en tenien dues, 39 en tenien tres, 72 en tenien quatre i 124 en tenien cinc o més. 192 habitatges disposaven pel capbaix d'una plaça de pàrquing. A 80 habitatges hi havia un automòbil i a 132 n'hi havia dos o més.

### Piràmide de població
La piràmide de població per edats i sexe el 2009 era:
| Homes | Edats   | Dones |
| ----- | ------- | ----- |
| 4     | 95 o +  | 8     |
| 0     | 90 a 94 | 8     |
| 0     | 85 a 89 | 0     |
| 8     | 80 a 84 | 12    |
| 12    | 75 a 79 | 20    |
| 4     | 70 a 74 | 20    |
| 20    | 65 a 69 | 4     |
| 8     | 60 a 64 | 20    |
| 12    | 55 a 59 | 12    |
| 24    | 50 a 54 | 16    |
| 20    | 45 a 49 | 24    |
| 20    | 40 a 44 | 32    |
| 12    | 35 a 39 | 4     |
| 12    | 30 a 34 | 12    |
| 12    | 25 a 29 | 16    |
| 40    | 20 a 24 | 12    |
| 24    | 15 a 19 | 24    |
| 12    | 10 a 14 | 16    |
| 12    | 5 a 9   | 16    |
| 8     | 0 a 4   | 16    |

## Economia
El 2007 la població en edat de treballar era de 376 persones, 253 eren actives i 123 eren inactives. De les 253 persones actives 222 estaven ocupades (127 homes i 95 dones) i 31 estaven aturades (16 homes i 15 dones). De les 123 persones inactives 67 estaven jubilades, 20 estaven estudiant i 36 estaven classificades com a «altres inactius».

### Ingressos
El 2009 a Montécheroux hi havia 253 unitats fiscals que integraven 597,5 persones, la mediana anual d'ingressos fiscals per persona era de 17.326 €.

### Activitats econòmiques
Dels 13 establiments que hi havia el 2007, 1 era d'una empresa de fabricació d'altres productes industrials, 3 d'empreses de construcció, 2 d'empreses de comerç i reparació d'automòbils, 1 d'una empresa de transport, 1 d'una empresa d'hostatgeria i restauració, 1 d'una empresa de serveis, 1 d'una entitat de l'administració pública i 3 d'empreses classificades com a «altres activitats de serveis».
Dels 7 establiments de servei als particulars que hi havia el 2009, 1 era una oficina de correu, 1 taller de reparació d'automòbils i de material agrícola, 3 fusteries, 1 restaurant i 1 saló de bellesa.
L'únic establiment comercial que hi havia el 2009 era una botiga de menys de 120 m².
L'any 2000 a Montécheroux hi havia 10 explotacions agrícoles.

## Equipaments sanitaris i escolars
El 2009 hi havia una escola elemental integrada dins d'un grup escolar amb les comunes properes formant una escola dispersa.

## Poblacions més properes
El següent diagrama mostra les poblacions més properes.